# Старотаразька сільська рада
Старота́разька сільська́ ра́да — адміністративно-територіальна одиниця та орган місцевого самоврядування у Кременецькому районі Тернопільської області. Адміністративний центр — село Старий Тараж.

## Загальні відомості
- Територія ради: 29,6 км²
- Населення ради: 1 565 осіб (станом на 2001 рік)

## Населені пункти
Сільській раді підпорядковані населені пункти:
- с. Старий Тараж
- с. Комарин

## Об'єкти природно-заповідного фонду
У віданні сільської ради перебуває ландшафтний заказник Вільшанки.

## Склад ради
Рада складається з 16 депутатів та голови.
- Голова ради: Шегера Людмила Кирилівна
- Секретар ради: Наклюцька Юлія Миколаївна

### Керівний склад попередніх скликань
| Прізвище, ім'я, по батькові | Основні відомості                                                 | Дата обрання | Дата звільнення |
| --------------------------- | ----------------------------------------------------------------- | ------------ | --------------- |
| Шегера Людмила Кирилівна    | Сільський голова, 1958 року народження, освіта вища               | 26.03.2006   | 31.10.2010      |
| Шегера Людмила Кирилівна    | Сільський голова, 1958 року народження, освіта вища, позапартійна | 31.10.2010   |                 |

Примітка: таблиця складена за даними сайту Верховної Ради України

### Депутати
За результатами місцевих виборів 2010 року депутатами ради стали:

#### За суб'єктами висування
| Суб'єкт висування | Кількість обраних депутатів | %    |
| ----------------- | --------------------------- | ---- |
| Самовисування     | 14                          | 87,5 |
| Народна партія    | 2                           | 12,5 |

#### За округами
| № округу       | Прізвище, ім'я, по батькові       | Дата визнання обраним | Освіта  | Партійна приналежність | Відомості про обраного депутата                            |
| -------------- | --------------------------------- | --------------------- | ------- | ---------------------- | ---------------------------------------------------------- |
| Народна Партія |                                   |                       |         |                        |                                                            |
| 5              | Шилюк Світлана Іванівна           | 02.11.2010            | середня | позапартійна           | Почаївський психоневрологічний інтернат, різноробоча       |
| 15             | Бондарчук Андрій Григорович       | 02.11.2010            | вища    | позапартійний          | Почаївський психоневрологічний інтернат, різноробочий      |
| Самовисування  |                                   |                       |         |                        |                                                            |
| 1              | Волкова Ольга Вікторівна          | 02.11.2010            | вища    | позапартійна           | тимчасово не працює                                        |
| 2              | Білорус Неля Володимирівна        | 02.11.2010            | вища    | позапартійна           | фельдшерсько-акушерський пункт с. Комарин, завідувачка     |
| 3              | Вовк Лариса Володимирівна         | 02.11.2010            | вища    | член Партії регіонів   | Старотаразька загальноосвітня школа, вчитель               |
| 4              | Ремко Неля Олександрівна          | 02.11.2010            | вища    | позапартійна           | Старотаразька бібліотека, завідувачка                      |
| 6              | Кулініч Олена Іванівна            | 02.11.2010            | вища    | позапартійна           | тимчасово не працює                                        |
| 7              | Вознюк Леся Володимирівна         | 02.11.2010            | вища    | позапартійна           | Старотаразька загальноосвітня школа, вчитель               |
| 8              | Наклюцька Юлія Миколаївна         | 02.11.2010            | вища    | позапартійна           | Старотаразька сільська рада, секретар                      |
| 9              | Сімора Сергій Леонідович          | 02.11.2010            | вища    | позапартійний          | ТОВ "Укрпольвет"ЛТД, стоматолог                            |
| 10             | Паляниця Олександр Леонідович     | 02.11.2010            | середня | позапартійний          | ТНЕУ, студент                                              |
| 11             | Олейник Ганна Василівна           | 02.11.2010            | вища    | позапартійна           | фельдшерсько-акушерський пункт с. СтарийТараж, завідувачка |
| 12             | Бондарчук Ольга Дмитрівна         | 02.11.2010            | середня | позапартійна           | тимчасово не працює                                        |
| 13             | Кульчинський Анатолій Миколайович | 02.11.2010            | вища    | позапартійний          | Старотаразька сільська рада, юрисконсульт                  |
| 14             | Ягенич Зіна Михайлівна            | 02.11.2010            | середня | позапартійна           | Почаївський психоневрологічний інтернат, сестра-господиня  |
| 16             | Струкало Сергій Миколайович       | 02.11.2010            | вища    | позапартійний          | Старотаразька сільська рада, сторож                        |